# 卡魯梅 (科羅拉多州)
卡魯梅（英語：Calumet）是位於美國科羅拉多州韋爾法諾縣的一個非建制地區。該地的面積和人口皆未知。

## 地理
卡魯梅的座標為37°41′34″N 104°51′35″W / 37.69278°N 104.85972°W，而該地的平均海拔高度為2896米（即9501英尺）。